# Euplexia splendida
Euplexia splendida är en fjärilsart som beskrevs av Shigero Sugi 1958. Euplexia splendida ingår i släktet Euplexia och familjen nattflyn. Inga underarter finns listade i Catalogue of Life.